# جلكيات مألوفة
الجلكيات المألوفة أو ماصات الحجر (الاسم العلمي: Petromyzontidae) هي فصيلة من اللافكيات تتبع رتبة الجلكيات من طائفة مستديرات الفم.

## التصنيف
تضم هذه الفصيلة أسرتين هما:
- أسرة الجلكاوات المألوفة
  - جلكى خزرية تضم نوعاً وحيداً
  - جلكى وتدية
  - جلكى مسننة
  - جلكى لاحسة الحجر
  - جلكى هاملة الأمعاء
  - جلكى رباعية العروق

- أسرة الجلكاوات
  - جلكى ماصة الحجر تضم نوعاً وحيداً
  - جلكى سمكية